# Lynne Cooke
Lynne Cooke (Geelong, Australia, 1952), historiadora de arte, es curadora en jefe de Proyectos Especiales en Arte Moderno en la National Gallery of Art, Washington D. C.. Antes de ocupar su actual cargo fue la conservadora en jefe del Dia Art Foundation de Nueva York, y subdirectora y comisaria en jefe en el Museo Reina Sofía (Madrid). (2008 a 2012).

## Trayectoria
Lynne Cooke es de origen australiano, pero de formación internacional. Nació en Geelong, Australia. 
Empezó a formarse en Melbourne University, pero hizo sus estudios de posgrado y doctorado en el Courtauld Institute, de la London University.
Enseñó en el University College London, en la Syracuse University, en la Yale University, en la Columbia University de Nueva York, y en el "Center for Curatorial Studies" del Bard College.
Fue corresponsable  de la Bienal de Venecia en 1986; del Carnegie International en 1991. Asimismo fue la directora artística de la Bienal de Sídney, en 1996. 
Tras dirigir el Dia Art Foundation, el lugar expositivo más novedoso en las cercanías de Nueva York, en 2008 pasó a subdirigir el Museo Reina Sofia, de Madrid, donde fue comisaria de exposiciones como las dedicadas a Cristina Iglesias, Sharon Hayes, Alighiero Boetti, Lili Dujourie o Rosemarie Trockel.